# Artimpaza lineata
Artimpaza lineata är en skalbaggsart som först beskrevs av Maurice Pic 1927.  Artimpaza lineata ingår i släktet Artimpaza och familjen långhorningar.
Artens utbredningsområde är Laos. Inga underarter finns listade.